# Pesenbachtal
Das Pesenbachtal ist ein Kerbtal im Mühlviertel in Oberösterreich am südlichen Rand der Böhmischen Masse. 1963 wurde es als erstes Gebiet des Mühlviertels zum Naturschutzgebiet erklärt; es ist auch das größte dieser Region. Der namengebende Pesenbach entsteht in St. Johann am Wimberg und mündet kurz vor Ottensheim in die Donau.
Bekannt ist das Pesenbachtal für seine 250 Hektar große, naturbelassene Wildwasserlandschaft nördlich der Donau, durch die der Bach talwärts zieht. Dort sind viele seltene Tiere und Pflanzen beheimatet. Die Naturdenkmäler, die von der Erosion durch Wasser und Wind geformt wurden, haben sich zu Wahrzeichen entwickelt.
Der Großteil des Talbereiches ist durch den Einschnitt des Baches in das harte Gestein (Weinsberger Granit und Grobkorngneis) entstanden.
Der Süd- und Mittelteil des Tals sind beidseitig von steilen und bewaldeten Hängen umgeben. Der Bach ist stark eingeengt und der Abstand zum Ufer nur wenige Meter breit.
Die Burgruine Oberwallsee oberhalb des Pesenbachtals ist seit den 1980er Jahren unbewohnt und dem Verfall preisgegeben. Das Pesenbachtal wird in zahlreichen Sagen und Mythen erwähnt. In der Kneippkulturanstalt der Marienschwestern vom Karmel wird das Wasser der Brunoquelle den Gästen bei den Mahlzeiten serviert.

## Pesenbach

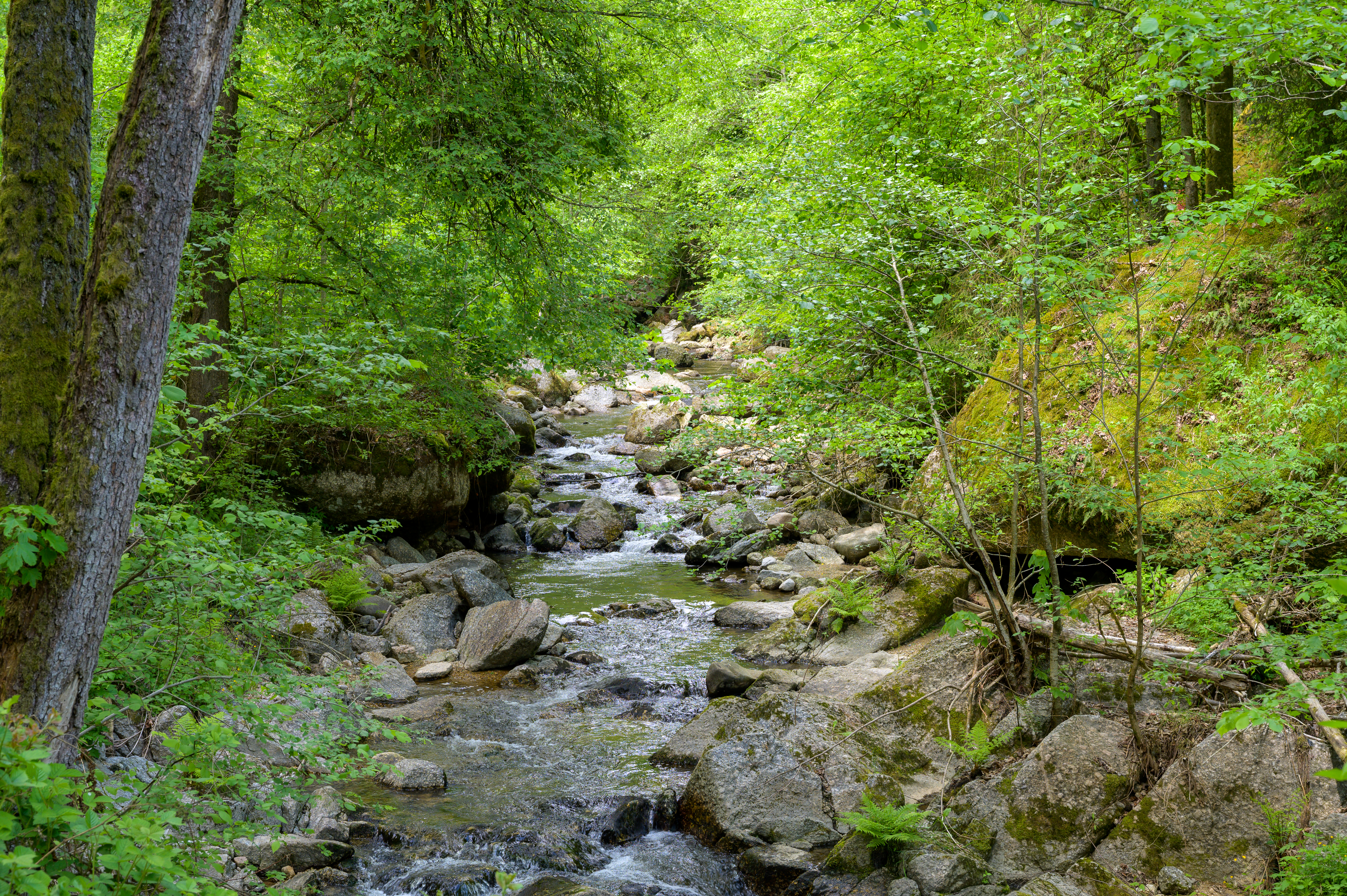
Pesenbach

Der Pesenbach entsteht aus zwei Quellbächen in St. Johann am Wimberg auf 700 m ü. A. und hat eine Gesamtlänge von 34 Kilometern. Das Einzugsgebiet umfasst 103,5 km², mehr als die Hälfte davon liegen höher als 440 m ü. A. Das Gefälle beträgt im Mittel 13 ‰, wechselt aber stark. Der Flussverlauf wird in vier Abschnitte eingeteilt:
| Abschnitt           | Länge [km] | Gefälle [‰] | Charakteristik |
| ------------------- | ---------- | ----------- | -------------- |
| Oberlauf            | 6          | 29          | steil          |
| Mittlerer Abschnitt | 14         | 8,5         | flach          |
| Durchbruchstrecke   | 2,5        | 50          | sehr steil     |
| Unterlauf           | 11,5       | 2           | sehr flach     |

Die Wasserspende bei Mittelwasserführung beträgt 10,3 l/s·km², bei Niederwasserführung fällt sie auf 1 l/s·km².

## (Natur)denkmäler
Im Pesenbachtal findet man zahlreiche Denkmäler, die zum Teil auf natürlichem Weg entstanden sind. Der Volksmund hat ihnen spezielle Namen gegeben.

### Waldandacht
Waldandacht heißt ein Kreuz im Pesenbachtal beim Tiefenbach, der in Gerling (Gemeinde Herzogsdorf) entspringt und in den Pesenbach mündet. Das von der Waldlandschaft umgebene Denkmal ist ein Ort der Besinnung.

### Goaßkirche
Die sogenannte Goaßkirche wurde früher Klausbachdachl genannt und ist ein Steingefälle aus Granitquadern, die unterirdisch durch Erosionsprozesse geformt wurden. Bei Stürmen schlagen die Bäume über den Steinquadern zusammen und bilden ein Dachl.

### Blaue Gasse

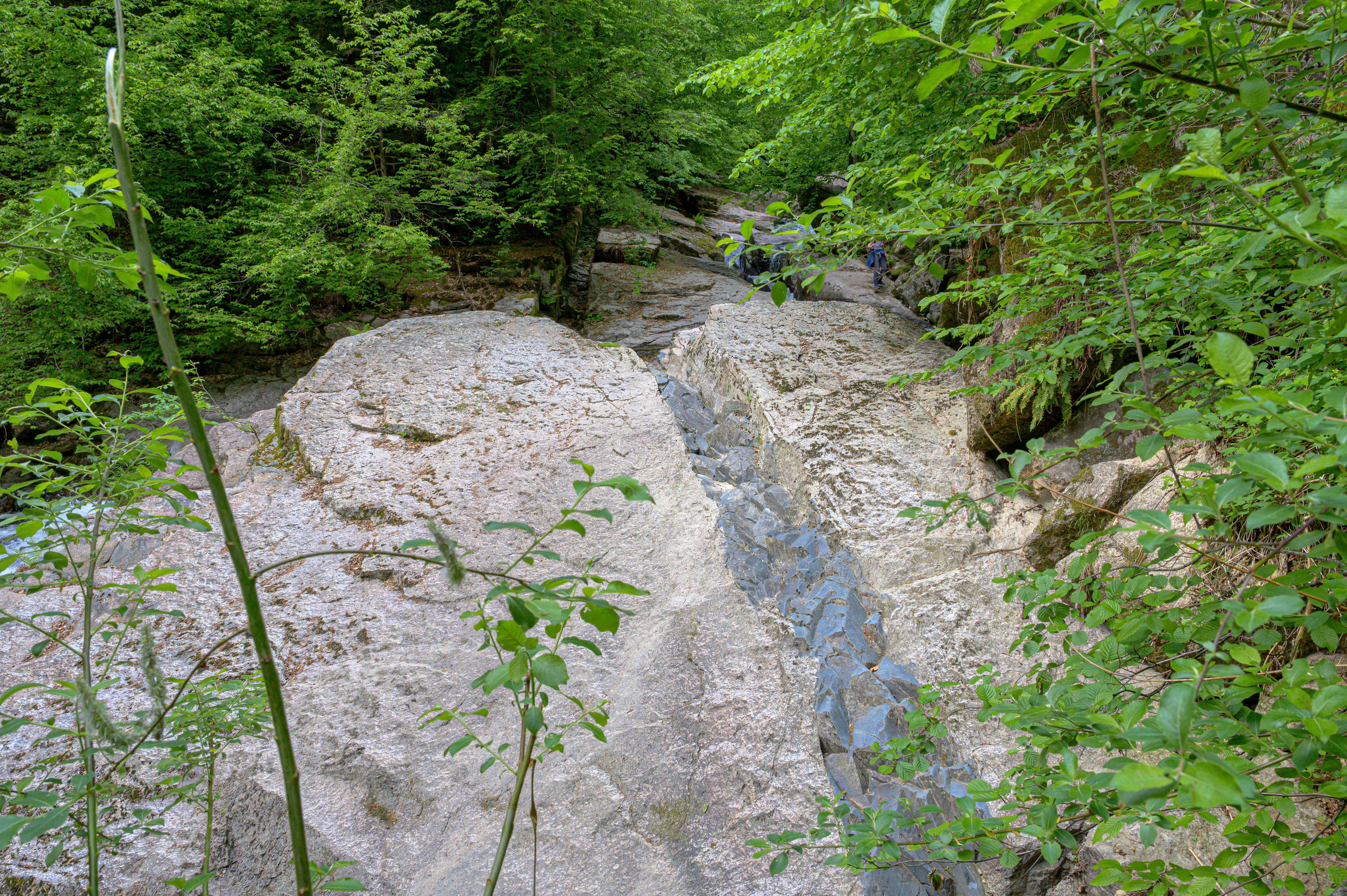
Blaue Gasse

Vor knapp 300 Millionen Jahren, im Erdzeitalter des Perm, spaltete ein Erdbeben das Grundgestein des Pesenbaches und Magma drang in den Spalt ein. Als sie schnell abkühlte und erstarrte, entstand eine kleinkristalline, im Vergleich zur Gesteinsumgebung weniger erosionsresistente Gangfüllung aus Porphyrit. Deshalb schnitt sich dort der Pesenbach später in einer nur einen Meter breiten Rinne ins Gestein ein.

### Kerzenstein

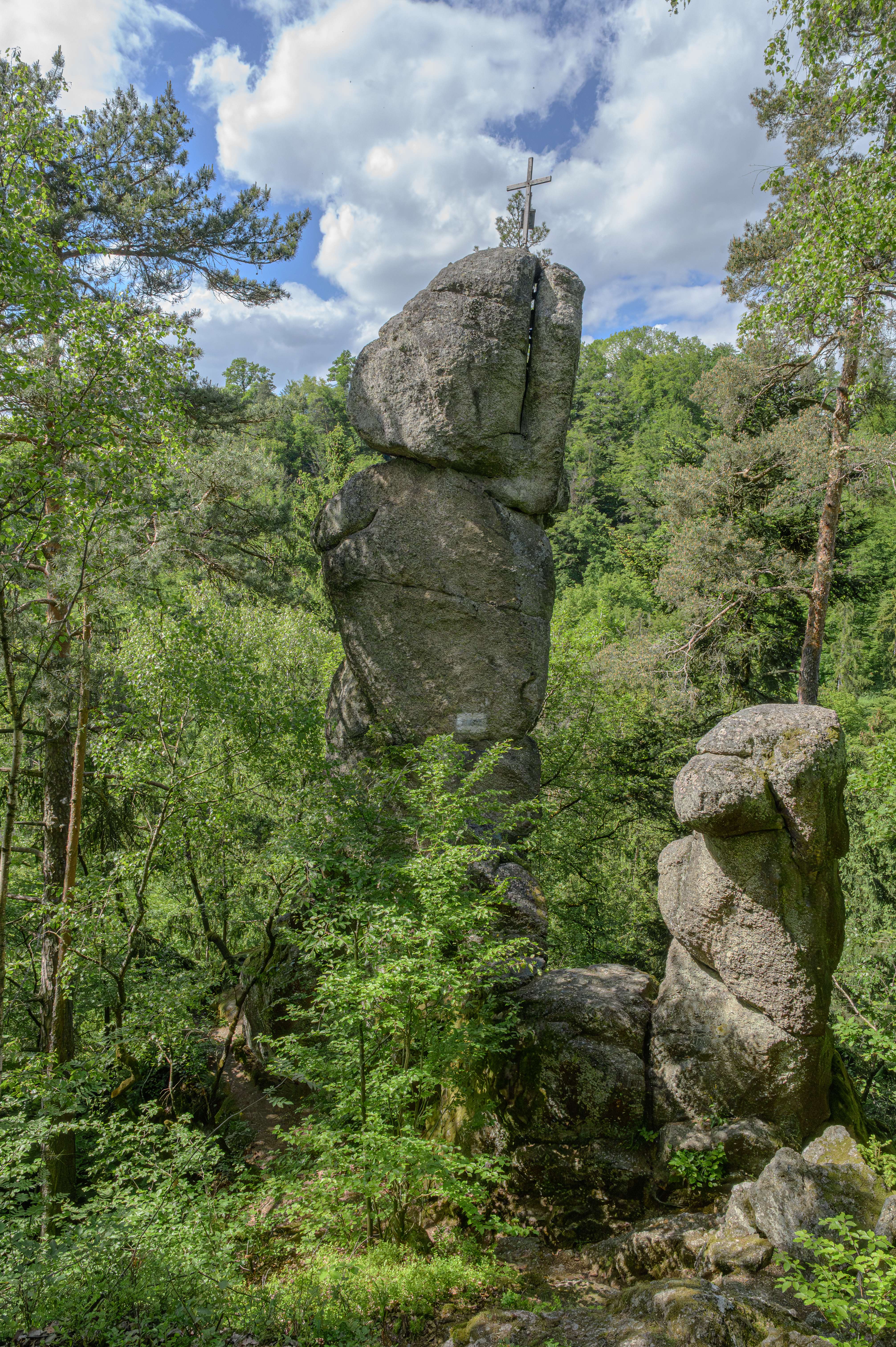
Kerzenstein

Der zwölf Meter hohe Kerzenstein hoch über dem Bach ist das Wahrzeichen des Pesenbachtals. Die als Naturdenkmal ausgezeichnete 40 Meter hohe Granitsäule besteht aus zwei übereinander getürmten Felsblöcken. Das Naturgebilde wurde durch Windschliff geformt, Geologen sprechen von Wollsackverwitterung und der damit verbundenen Erosionsphase. Vor allem der obere Block gleicht einem vollgestopften Wollsack, der zweite ruht auf einer schrägen Fuge.

### Grüner Tümpel
Der Grüne Tümpel ist der größte Tümpel im Pesenbach. Mit einem kleinen Wasserfall fließt das Wasser über die Felsen in den Tümpel und bietet Tieren und Pflanzen Lebensraum. Besonders viele Hain-Sternmieren wachsen in der Nähe des Ufers. Größere Platten aus Porphyrit befinden sich zwischen den Felsen.

### Steinernes Dachl
Das Steinerne Dachl ist ein dachförmiger Felsüberhang im Pesenbachtal.

### Teufelsbottiche
Die Teufelsbottiche sind große, runde Becken im Bachlauf, in denen, der Legende nach, der Teufel wohnen soll. Andere Mythen behaupten, die Bottiche dienten dem Teufel als Badeorte. Das Wasser des Pesenbachs wird an diesen Stellen stark aufgewirbelt.

### Brunoquelle
Das Pesenbachtal ist von Schluchten und Tümpeln geprägt. Die Brunoquelle ist seit 1364 bekannt. Das leicht radioaktive Heilwasser wird in der von den Marienschwestern vom Karmel betriebenen Kneippkuranstalt Bad Mühllacken eingesetzt, die nur ca. 700 Meter von der Quelle entfernt ist. Das Wasser wird täglich von der Quelle geholt und meistens zu den Mahlzeiten serviert. Es enthält viele Spurenelemente, insbesondere ist es sehr eisen- und manganhaltig. Der Legende nach hat das Wasser bereits im 14. Jahrhundert dem kranken Knappen Bruno das Leben gerettet.

## Fauna und Flora

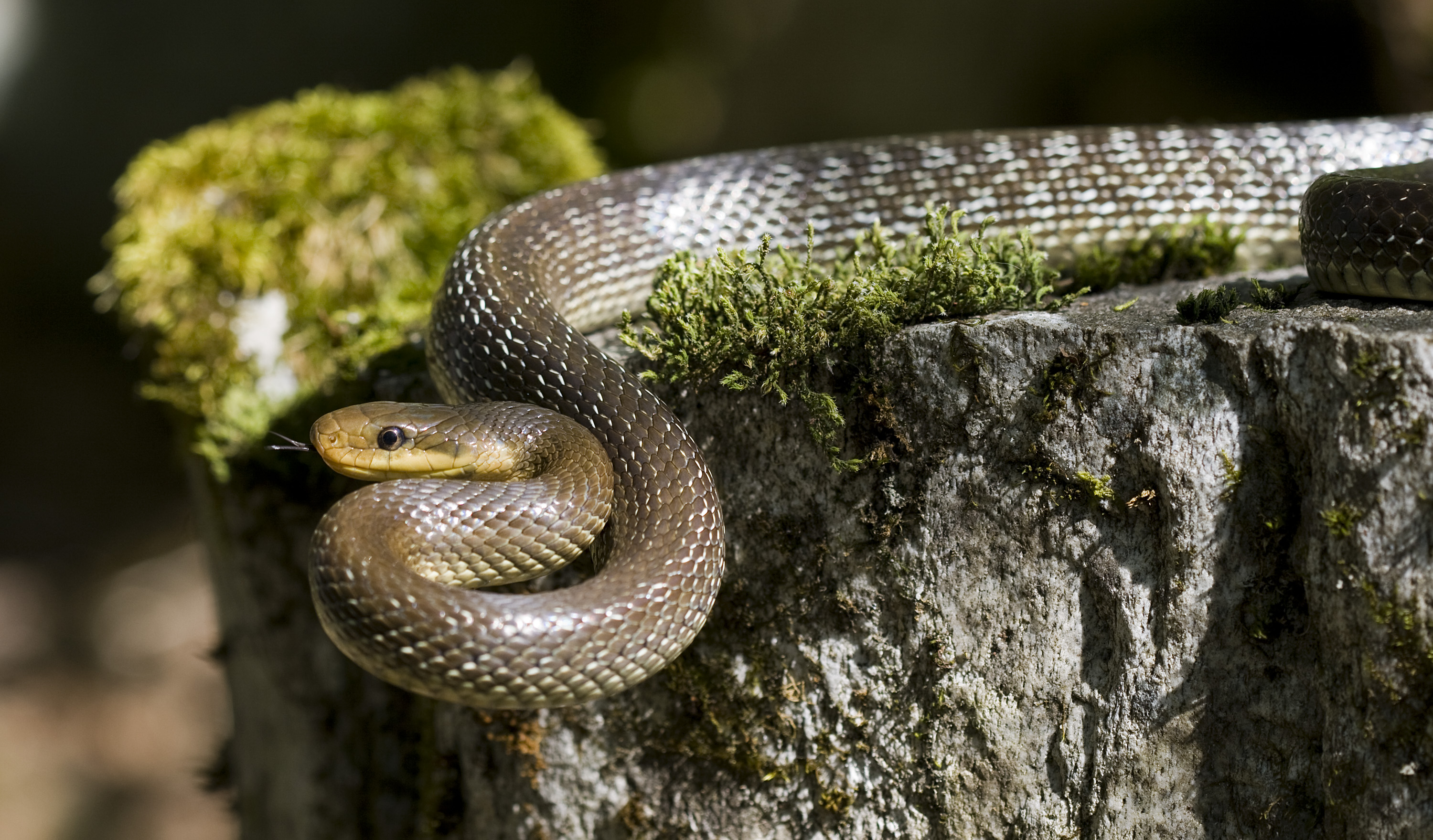
Äskulapnatter

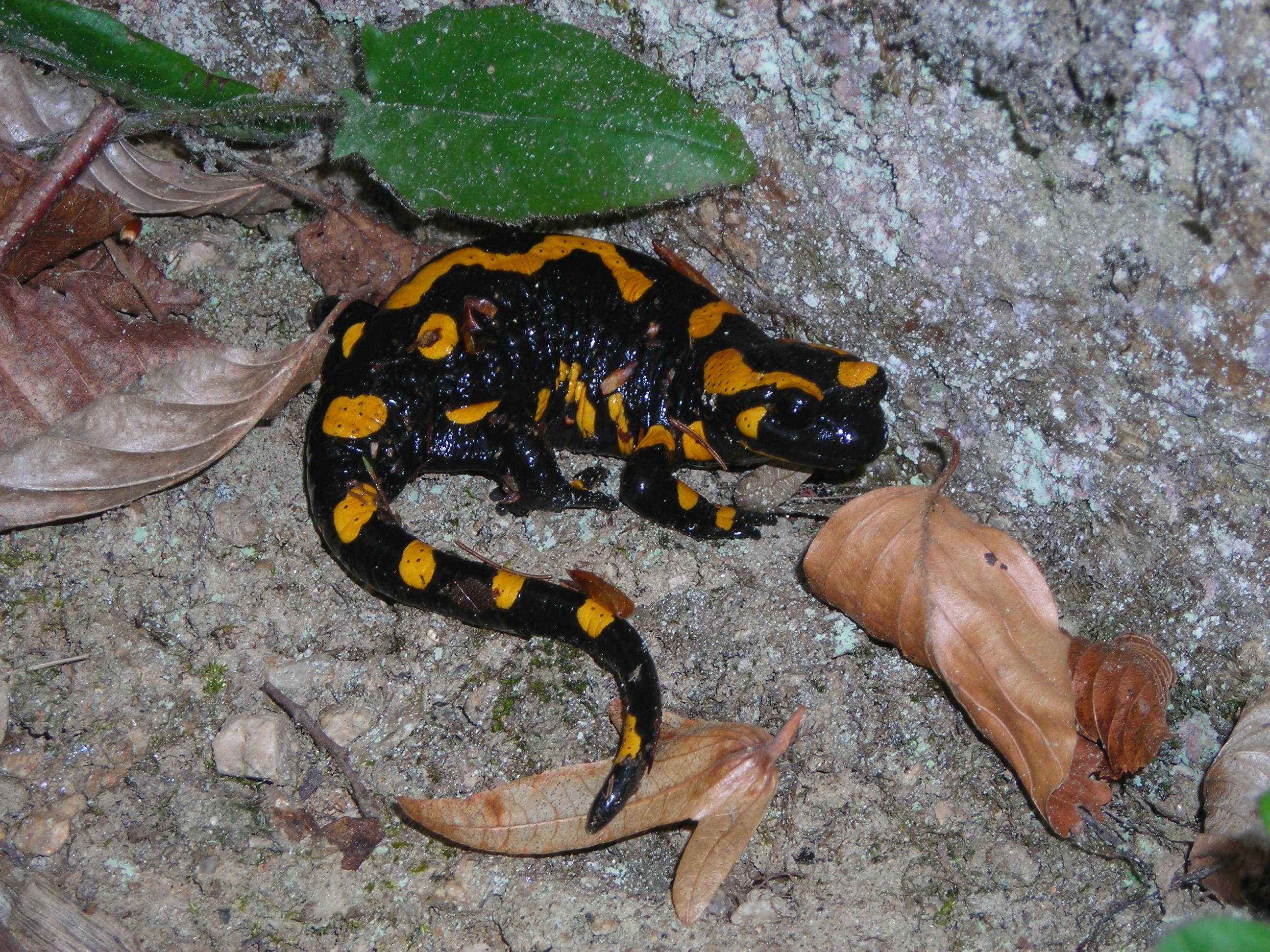
Feuersalamander

### Fauna
Im Pesenbachtal leben zahlreiche Vogelarten: Zaunkönig (Troglodytes troglodytes), Wasseramsel (Cinclus cinclus), Laubsänger wie Fitis (Phylloscopus trochilus) und Zilpzalp (Phylloscopus collybita), sowie Wintergoldhähnchen (Regulus regulus) und Waldbaumläufer (Certhia familiaris), aber auch Rotkehlchen (Erithacus rubecula) und Buntspecht (Dendrocopos major)
Da der Mäusebussard (Buteo buteo) kleine Waldgebiete bevorzugt, ist er im Tal vertreten.
Der Smaragdeidechse (Lacerta viridis) aber auch der seltenen Äskulapnatter (Zamenis longissimus) bietet das Pesenbachtal einen sicheren Lebensraum. Möglicherweise wurde die Äskulapnatter ungefähr im 3. Jahrhundert vor Christus von den Römern nach Österreich gebracht.
Im Pesenbachtal findet man auch zahlreiche Schmetterlinge: den Schwalbenschwanz, den Großen Schillerfalter (Apatura iris), den Admiral (Vanessa atalanta) und verschiedene Formen des Perlmuttfalters (Argynnis aglaja).
Bei den Säugetieren sind Fischotter (Lutra lutra), Dachs (Meles meles), Hermeline (Mustela erminea) und Baummarder (Martes martes) erwähnenswert.
Der Bachforelle (Salmo trutta) bietet die hohe Wasserqualität einen idealen Lebensraum, sie ernährt sich von Insekten und kleineren Fischen.

### Flora
Nord- und Südhänge weisen unterschiedliche Vegetationen auf: Das Naturschutzgebiet ist stark von Fichtenforsten, jungen Fichtenaufforstungen mit etwa 0,5–1,5 m hohen Exemplaren und bereits
mehrere Meter hohen, zumeist unterwuchsfreien dichten Beständen auf den Nordhängen gekennzeichnet. Diese Forste sind oftmals in rechtsufrigen Talhängen des Pesenbachs zu finden. Die Südhänge tragen, besonders in höheren Lagen, wärme- und trockenheitsliebende Bäume wie Hainbuche, Espe, Zitterpappel, Waldkiefer und Föhre; dort gibt es auch Rentierflechten. Auf dem Talboden wächst die Flatterulme. Den Lauf des Pesenbaches säumen seltene Moose, Flechten und Farne sowie eindrucksvolle Gesteinsformationen. Im Uferbereich sind kleine Inseln mit Eschen, Bergahorn und Ulmen bewachsen. Nachteilig wirkt sich die Bepflanzung des Waldes mit Fichten aus, sie werden von der Fichtenblattwespe stark befallen und verdrängen die anderen Baumarten sowie die natürliche Begleitvegetation. Im Pesenbachtal findet man auch sehr häufig Walderdbeeren, Himbeeren, Brombeeren und Blaubeeren.

## Pesenbachtallauf
Jeden ersten Samstag im November findet der Pesenbachtallauf statt. Die elf Kilometer lange Laufstrecke führt von Lacken nach Gerling/OÖ durch das Pesenbachtal und zum Kerzenstein, bevor es über den Gaisberg zurück nach Lacken geht. Diese anspruchsvolle Strecke wird von 15- bis 80-jährigen Sportlern bewältigt. Für die kleinen Wettkämpfer gibt es traditionell den Haribo-Kinderlauf im Ort Lacken, wo die Jüngsten Distanzen von 350 bis 1350 Metern zurücklegen.
Diese Veranstaltung besteht seit über 25 Jahren, wird von der Union Feldkirchen, Sektion Laufen, ausgetragen und verzeichnet mittlerweile mehr als 230 Starter im Hauptlauf und 150 beim Haribo-Kinderlauf.

## Burgruine Oberwallsee

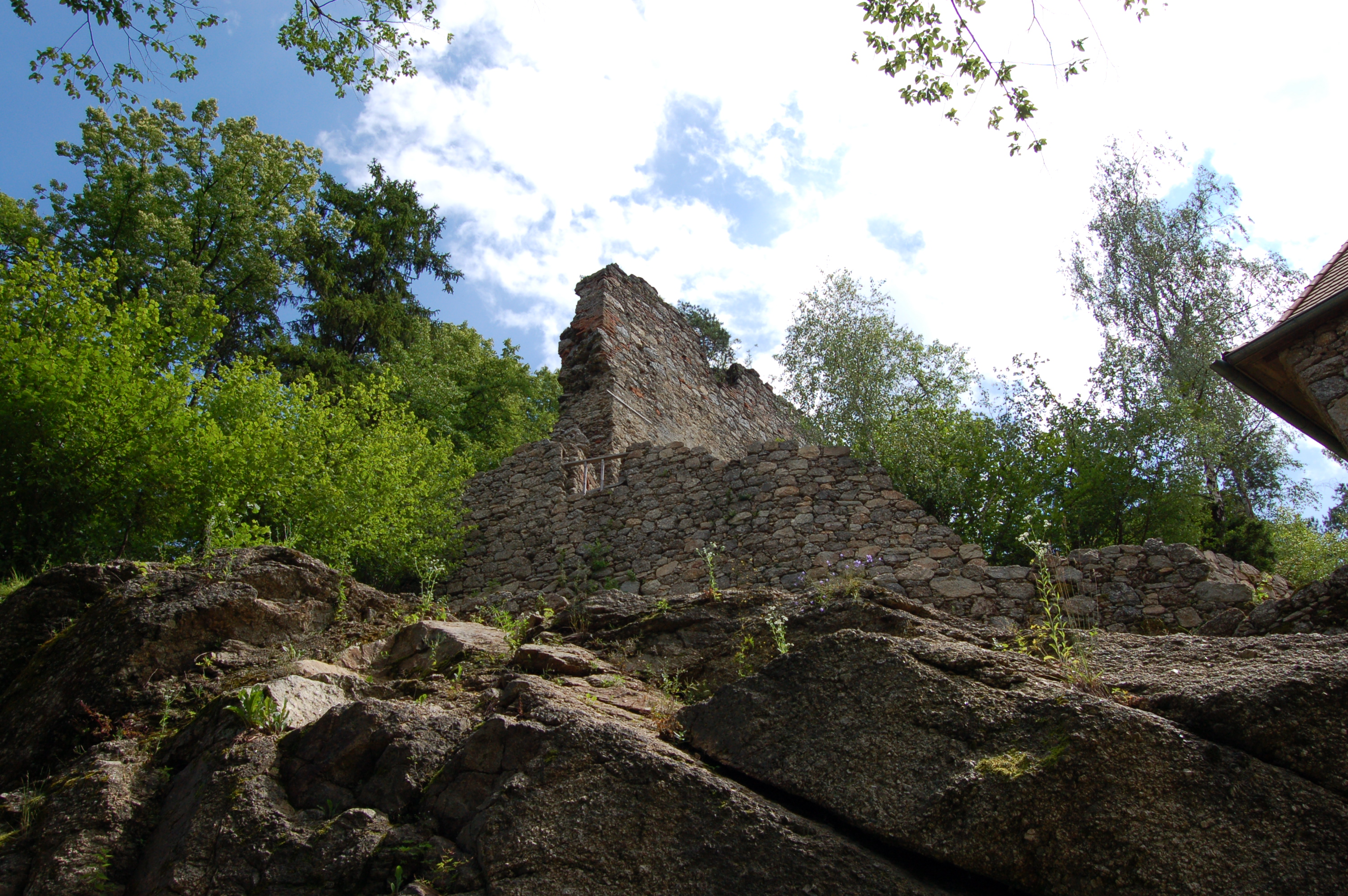
Vorburg Burgruine Oberwallsee

Oberhalb des Pesenbachtals, in Bad Mühllacken, steht die Burgruine Oberwallsee. Die Burg wurde Mitte des 14. Jahrhunderts von Eberhard V. von Walsee errichtet und Anfang des 17. Jahrhunderts als Schloss umgebaut. Seit der Mitte des 18. Jahrhunderts verfällt die Burg, obwohl sie zwischendurch immer wieder bewohnt wurde. Seit 1980 ist die Ruine endgültig dem Verfall preisgegeben.

## Sagen und Mythen
Bei der Kerzensteinwanderung passiert man die Teufelsbottiche. Legenden besagen, dass die Bottiche früher dem Teufel als Badeort dienten. Die Anwohner trauten sich deshalb nicht, darin zu baden. Jeder, der sich den Bottichen näherte, sei nämlich vom Teufel in die Tiefe gezogen worden. Eines Tages sei der Teufel von einem jungen Mädchen beim Baden überrascht worden. Das Mädchen sei zu jung und unschuldig für den Zorn des Teufels gewesen, so sei dieser wütend in den Tiefen der Bottiche verschwunden und seitdem nicht mehr gesehen worden. Die Stelle, wo der Teufel verschwand, ist seit langem verrufen und es geht die Rede, dass hineingeworfene Steine zurückgeschleudert werden.
In den Bottichen soll der Teufel der Sage nach auch nachts Gold gewaschen haben. Als er einmal vom Hahnenschrei überrascht wurde, soll er so sehr erschrocken gewesen sein, dass er zur Hölle fuhr. Seitdem wird im Pesenbach statt echtem Gold Katzengold gefunden.
Erzählt wird auch von einem Fisch von Kalbsgröße, der an manchen Vollmondnächten dort zu sehen sei.
Eine weitere Sage erzählt von einem reichen Kaufmann, der mit seinem Schiff auf der Donau in Not geriet. Er schaffte es, sich trotz des starken Sturms in die Mündung des Pesenbachs zu retten. Als Dank für seine Rettung baute er die Kirche zu Pesenbach, in deren Gewölbe ein Haken und ein Ruder, die Berufszeichen des Kaufmanns, in den Stein gemeißelt sind.